# مرکوری-اتلس ۵
مرکوری-اتلس ۵ (به انگلیسی: Mercury-Atlas 5) یک پرواز فضایی بدون سرنشین آمریکا از سری برنامه‌های فضایی مرکوری بود. این مدارپیما در تاریخ ۲۹ نوامبر سال ۱۹۶۱ با یک شامپانزه (اینوس) راه‌اندازی شد، و همراه با سرنشین خود دو بار زمین را پیش از فرود در آب دور زد و در حدود ۲۰۰ مایل (۳۲۰ کیلومتر) در جنوب برمودا از آب گرفته شد.